# Шустрая, Юлия Николаевна
Ю́лия Никола́евна Шу́страя (настоящая фамилия — Пустоплеснова; род. 10 июля 1992, пос. Милославское, Рязанская область, Россия) — российская журналистка, корреспондент телеканала «Россия-24».

## Биография
Родилась в посёлке Милославское в Рязанской области. Мать — учитель в школе, отец работает на заводе. В 10-летнем возрасте перебралась с семьёй в Нижнекамск. Училась в школе с военным уклоном. Мечтала стать журналисткой с пяти лет.
В 2006 году взяла псевдоним Шустрая, когда писала статьи в школьной газете.
В 2010 году поступила на заочное отделение факультета журналистики МГУ и начала работать на региональной телекомпании НТР в Нижнекамске под фамилией Пустоплеснова.
В 2012 переехала в Москву. Работала корреспондентом на телеканале «РЕН ТВ» под девичьей фамилией матери Лебедева, а с 2013 года — на телеканале LifeNews под псевдонимом Шустрая. Много времени проводила в командировках, освещая военные конфликты и учения, катастрофы, стихийные бедствия.
В 2014 году освещала вооружённый конфликт на востоке Украины. В этот период был роман с активистом «Антимайдана» Игнатом Кромским до его ареста на Украине. 22 декабря 2014 года внесена в чёрный список украинского сайта «Миротворец» за «осознанные деяния против национальной безопасности Украины, мира, безопасности человечества и международного правопорядка, а также иные правонарушения».
После смены формата вещания Life и отказа от выездных корреспондентов 1 сентября 2016 года уволилась с канала. С того же года, закончив обучение в МГУ, работала на телеканале «Звезда».
С 22 мая 2017 года — корреспондент телеканала «Россия-24». С 19 июня 2017 года проводила в Нижнекамске курсы выживания в чрезвычайных ситуациях «Инстинкт самосохранения». С 2021 года ведёт частные курсы по технике речи и ораторскому мастерству.

## Задержание на Украине
В апреле 2014 года во время служебной командировки в зону вооружённого конфликта на востоке Украины перед запланированным интервью с активистом «Антимайдана» Игнатом Кромским Юлия Шустрая и оператор LifeNews Михаил Пудовкин были задержаны СБУ.
Лично ко мне в номер пришли около десяти человек вместе с милиционерами. Первое, что я увидела, был человек с автоматом в балаклаве без опознавательных знаков и сотрудник СБУ в штатском. А в холле уже были человек с камерой, ещё двое с автоматами и милиционеры. Со мной общались вежливо, дали собраться, почистить зубы. А моего оператора, который в этот момент находился на первом этаже домика, заставили встать на колени и угрожали оружием.
Журналистам выдали документ о депортации, обязывающий их покинуть территорию Украины не позднее апреля 2014 года по причине «противоречия интересам обеспечения национальной безопасности Украины, её суверенитета, территориальной целостности и конституционного строя».

## Награды
В 2013 году награждена медалью ордена «За заслуги перед Отечеством» I степени, медалью «За отличие в ликвидации последствий чрезвычайной ситуации» после наводнения на Дальнем Востоке в 2013 году, официальное вручение наградных часов от министра МЧС Владимира Пучкова по случаю Дня журналиста и неофициальное по случаю Нового года, а также благодарность за содействие в ликвидации чрезвычайных происшествий.
В 2014 году награждена медалью «За возвращение Крыма».
10 декабря 2018 награждена почётной грамотой Министра МЧС России «За активное взаимодействие в области освещения вопросов гражданской обороны, защиты населения и территорий от чрезвычайных ситуаций природного и техногенного характера, обеспечения пожарной безопасности и безопасности людей на водных объектах».
13 декабря 2019 награждена медалью МЧС России «За содружество во имя спасения» за содействие во время тушения лесных пожаров в Красноярском крае в 2019 году.